# 天地創造
《天地创造》是由Quintet开发，艾尼克斯于1995年发行的超级任天堂平台动作角色扮演游戏。漫画家藤原カムイ设计角色。游戏在日本发行后，又由任天堂本地化为英语、德语、法语、西班牙语，在欧洲和澳大利亚发行。游戏从未在北美官方发行。《天地创造》讲述了男孩阿空让地球重生，并推动生命向现代进化的故事。

## 游戏玩法
游戏世界以俯视视角显示，并使用动作制即时战斗系统，通过跑动、跳跃、攻击，或将这些动作结合，玩家可使用不同的技能。尽管大多情况下，不同的技能伤害差别无多，但一些攻击会给特定敌人更大伤害。阿空可以举起物品投掷，但会被敌人阻碍，此法在近身战中效果不佳。
战斗胜利后玩家可获得经验值；积累经验值可提升角色的等级，继而最大生命值、力量、防御力和幸运值都会随之上升。杀死的敌人有时会留下宝石，玩家、可以用其购买武器、防具、治愈道具和法术。游戏中没有魔法值，全部法术都通过一次性道具替代。玩家必须收集水晶石，并将其带到魔法商店，转换为魔法戒指和召唤徽章。在发动对应法术时，这些道具会被用掉并还原为水晶石，玩家可以使用这些水晶石再次交换新法术。在击败头目和完成其他任务后，将会启用新魔法种类。

## 情节

### 设定
在《天地创造》中，星球（虚构地球）是一个空心球体，分为内部形态和外部形态。自地球诞生，就存在着代表发展的光明形态，以及代表灭亡的黑暗形态；人类将这两种力量称作神和恶魔即使存在这种内的斗争，但世界仍然在进步，原始生命形式进化为植物、动物和人类。技术与产业进一步扩大文明，然而神与恶魔之间的战斗仍在继续，并比以往更加激烈。在地表世界南极洲的最后一战中，冲突达到高潮。然而，两股力量皆未取胜。地表世界的大陆潜入海底被封印了。

### 剧情
第一章“旅程”介绍了水晶小村——地下世界唯一村庄——的顽皮男孩阿空。在他打开禁入之门，开启一个神秘箱子后，全村人都被冰冻。唯一未被诅咒的长老引导阿空解开村民的诅咒。此时村子通向外边的道路出现，阿空作为第一个离开村子的人类，开始探索地下世界。地下世界是一个冰冻的荒地，分布着水晶山和岩浆河。他通过了五座塔的试炼，而每座塔各封印一块表面世界大陆。在回到家乡后，长老命令他去地表世界旅行，并复活各种生物。怀着沉重的心情，和青梅竹马艾璐告别后，阿空前往了地表世界。
在第二章“世界的复活”中，穿越空间裂缝的阿空面对着表面世界的荒地。他的第一个任务是解放巨树雷，而世界的全部植物也随之复活。在植物的帮助下，阿空穿过了基亚那山。在接下来的旅行中，他接着复活了鸟类、风、动物，最终复活了人类。
在第三章“天才的复活”中，长老在阿空的梦中出现，告诉他世界仍然处于起步阶段，他要帮助人类发展。他继续着旅程，并发展城市、协助重大技术的发展。而让他非常吃惊的是，地表世界卢瓦尔国王的养女和艾璐如孪生一般，但童年的创伤让她失语。阿空设法让她说出了话，但艾璐公主一开始不愿接近阿空，后来才开始接近他。阿空继续遵照长老的命令，让长眠的科学家百鲁加醒来，而百鲁加在地球毁灭前，将自己藏在低温容器中睡眠。百鲁加告诉了阿空他设计的完美世界：所有不重要的生命都被一种名为阿斯莫德的病毒消灭，而其他人都变成僵尸而不朽。阿空得知之后想攻击百鲁加，但被机器人阻止并身受重伤。
长老再次出现并告诉阿空，他的任务已经圆满完成，现在可以消失了。阿空意识到他被黑暗盖亚（即“恶魔”）利用——一个通过阿空复活地球来统治世界的计划。就在他临死之时，大师库玛里通过转世看到了世界的发展，将他从百鲁加研究所传送了出来。他之后告诉阿空，去寻找五颗星石，唤醒在时间尽头坟墓中躺着的金童。阿空获得了五个星石，并将其送到南极干地——神和恶魔最后的战斗之地——的骷髅头前。这时光明形态的阿空——黑暗盖亚所创阿空的原形——出现。他告诉地下世界的阿空，他是传说的英雄，并杀了他。
然而在第四章，即终章“英雄的复活”中，阿空通过表面世界的灵魂光明盖亚重生，并击败了百鲁加。之后他回到了地下世界，击败了黑暗盖亚。胜利消灭了黑暗形态。然而在尾声中，阿空知道了，他、水晶小村都由黑暗盖亚所创，现在会随着恶魔的封印而消失，但他和水晶小村中的恋人都会转世。光明盖亚告诉他，作为人类创造与保护者的他，将会被称为神。在阿空最后一个梦中，他变成了一只鸟，飞翔在他创造的世界中，看着世界成长。在结尾中，光明世界的艾璐在她原来的家，敲门声响起，她做出了回应。之后游戏结束。

## 开发
《天地创造》由日本公司Quintet开发，该公司之前还设计了创造主题超级任天堂游戏《雷莎出击》和《创世封魔录》。因开发商的动作角色扮演游戏开发经验，以及之前游戏在日本玩家中的良好评价，发行商艾尼克斯出于战略原因，决定将这款动作角色扮演游戏游戏承包给Quintet。和其他动作作品中敌人的破坏不同，《天地创造》引入了创造主题，这也激发玩家想象他们行动可能带来的效果。游戏脚本由总监兼设计师，Quintet创办人宫崎友好完成后，同时剧本由竹林令子提供。桥本立青创作了计算机图形封面，并为重复出现的场景渲染背景图像。小林美代子和曳地正则为《天地创造》谱写音乐，后者还负责声音的设计。游戏是Quintet創世三部曲—三部游戏松散相关—的最后一作，前两部游戏为《创世封魔录》和《盖亚幻想记》。但和前作不同，因北美本地化完成时，艾尼克斯已经关闭了美国子公司，因而《天地创造》未在北美发行。在任天堂发行的欧洲和澳洲游戏中，英语脚本使用了由科林·帕尔默、丹·奥文森和中村广翻译的版本。

## 跨媒体
《天地创造》独立在日本发行了几个搭配商品，其中包括官方攻略本、一个世界地图集、久美纱织的小说、中井纪夫的小说化版《Logout文库 天地创造》、配有藤原カムイ角色设计插画的游戏书，以及八坂麻美子的两卷漫画《Gangan奇幻漫画 天地创造》。这些资料未在日本以外发行，但在德国，Club Nintendo发行了32页，情节从游戏开始到第三章的漫画插图场景。

### 原声音乐
原声音乐专辑《天地创造 创意原声音乐》由Kitty Enterprises于1995年10月25日在日本发行，其中收录33首曲目前六首曲目为游戏原声音乐的改编版。
| 曲序     | 曲目     | 词曲                 | 时长    |
| -------- | -------- | -------------------- | ------- |
| 1.       |          | 曳地正则             | 2:34    |
| 2.       |          | 曳地正则             | 2:57    |
| 3.       |          | 曳地正则             | 3:01    |
| 4.       |          | 曳地正则             | 3:52    |
| 5.       |          | 曳地正则             | 2:54    |
| 6.       |          | 小林美代子           | 5:16    |
| 7.       |          | 小林美代子、曳地正则 | 2:16    |
| 8.       |          | 小林美代子           | 2:01    |
| 9.       |          | 小林美代子           | 1:01    |
| 10.      |          | 小林美代子           | 1:27    |
| 11.      |          | 小林美代子           | 1:10    |
| 12.      |          | 曳地正则             | 0:42    |
| 13.      |          | 小林美代子           | 0:17    |
| 14.      |          | 小林美代子           | 0:18    |
| 15.      |          | 小林美代子           | 0:09    |
| 16.      |          | 小林美代子           | 1:28    |
| 17.      |          | 小林美代子           | 1:55    |
| 18.      |          | 小林美代子           | 1:43    |
| 19.      |          | 曳地正则             | 1:03    |
| 20.      |          | 小林美代子           | 2:59    |
| 21.      |          | 小林美代子           | 1:55    |
| 22.      |          | 小林美代子           | 0:18    |
| 23.      |          | 小林美代子           | 1:12    |
| 24.      |          | 小林美代子           | 1:05    |
| 25.      |          | 曳地正则             | 0:42    |
| 26.      |          | 曳地正则             | 1:29    |
| 27.      |          | 小林美代子           | 1:29    |
| 28.      |          | 曳地正则             | 1:36    |
| 29.      |          | 小林美代子           | 1:22    |
| 30.      |          | 小林美代子           | 1:31    |
| 31.      |          | 小林美代子           | 0:51    |
| 32.      |          | 小林美代子、曳地正则 | 2:41    |
| 33.      |          | 小林美代子、曳地正则 | 5:56    |
| 总时长： | 总时长： | 总时长：             | 1:01:10 |

## 评价
《Famicom通信》在游戏发售时打出了30/40分。开发者Quintet称游戏在日本售出20万份。1UP.com Retronauts播客的杰里米· 帕里什称，《天地创造》是Quintet創世三部曲中最有声誉的游戏。他评论称，系列“由一流游戏性、很棒的音乐，以及深度惊人的故事主题充满”，并称《天地创造》超越了《创世封魔录》和《盖亚幻想记》，“使其成为渴望已久的经典”。帕里什还称，他希望游戏发行于Wii Virtual Console下载服务。电子游戏杂志《GameFan》的Kei Kuboki称其为开发者的“最大努力”，并称其为超级任天堂的“最难忘作品之一”。